# Korkmaskala
Korkmaskala (in russo  Коркмаскала?; in lingua cumucca: Торкъали) è un villaggio della Russia situato nel Daghestan. Appartiene al rajon Kumtorkalinskij di cui è il centro amministrativo.
Il villaggio si trova sulla riva destra del fiume Šur-ozen', 10 km a ovest della città di Machačkala.